# Maryvonne Dupureur
Maryvonne Dupureur   (Saint-Brieuc, 24 de maig de 1937 - Saint-Brieuc, 7 de gener de 2008) va ser una atleta francesa, especialista en curses de mig fons, que va competir durant les dècades de 1950 i 1960.
El 1960 va prendre part en els Jocs Olímpics d'Estiu de Roma, on quedà eliminada en sèries en la cursa dels 800 metres del programa d'atletisme. Quatre anys més tard, als Jocs de Tòquio va guanyar la medalla de plata en la mateixa prova, en finalitzar rere la britànica Ann Packer. La tercera i darrera participació en uns Jocs fou el 1968, quan fou vuitena en els 800 metres als Jocs de Ciutat de Mèxic.
En el seu palmarès també destaca una medalla de plata en els 800 metres al Campionat d'Europa en pista coberta de 1967 i deu campionats nacionals: tres dels 400 metres (1959, 1963 i 1964), sis en els 800 metres (1960, 1963, 1964, 1967, 1968 i 1969) i un en els 1.500 metres (1969). També va establir nou rècords de França, set d'ells en els 800 metres entre el 1963 i el 1964.

## Millors marques
- 400 metres. 55.0 (1964)
- 800 metres. 2' 01.9" (1964)
- 1.500 metres. 4' 27.9"[2][6]